# Гребля Секлафа
Гребля Секлафа (Seklafa) — гідротехнічна споруда на півночі Алжиру.
Греблю спорудили в другій половині 2010-х на уеді М'зі (M'Zi), який стікає з південного схилу Сахарського Атласу та впадає праворуч до уеду Джеді (Djedi), що несе води до безстічного басейну озера Шотт-Мельгір. Головним призначенням споруди є водопостачання та іригація.
В межах проекту долину уеду перекрили бетонною гравітаційною греблею. Первісно її висота мала становити 47 метрів при довжині 225 метрів, що дозволило б утримувати водойму об'ємом 40 млн м3. Втім, вже у 2018-му під час введення споруди в експлуатацію оголосили про наміри збільшити висоту греблі із доведенням об'єму сховища до 55 млн м3. Вже у 2019-му повідомлялось про виконання 97 % робіт з нарощування споруди на 1,5 метра, що мало довести об'єм до 48 млн м3. Є відомості, гребля Секлафа має висоту 52 метри, довжину 252 метри та ширину по гребеню 6 метрів.
Невдовзі облаштували надходження до її сховища додаткового ресурсу за допомогою греблі Чергу, яка перекрила один з лівих притоків М'зі, що впадає до нього нижче від греблі Секлафа.